# Jorgovanka Tabaković
 (mai 2023).
Jorgavanka Tabakovic (née le 21 mars 1960 à Vučitrn) est une femme politique serbe. Ancienne ministre, actuellement députée et vice-présidente du Parti progressiste serbe (SNS), elle est la gouverneure de la banque centrale de Serbie, depuis août 2012.

## Biographie
Elle possède un doctorat en sciences économiques. Elle a la réputation d'être incorruptible, réputation que reconnaissent aussi ses opposants. En 1992, elle devient membre du Parti radical serbe ; elle représente le parti au Parlement en tant que députée. Après les élections législatives de 1997, les radicaux entrent en 1998 dans un nouveau gouvernement serbe, avec le SPS et JUL. Cette même année, elle devient ministre des Privatisations. En mai 2008, lors des élections législatives anticipées, elle est réélue députée. En septembre 2008, après la scission de son parti, elle rejoint le SNS, présidé par Tomislav Nikolic Tabakovic ; elle devient membre du groupe parlementaire « avant la Serbie ».
Vivant jusqu'en 1999 à Pristina, elle demeure depuis à Novi Sad. Elle travaille au sein de l'entreprise « Telekom Serbie », comme directrice de la région de Voïvodine.

## Vie privée
Elle est la mère de trois enfants.